# Balestrino
Balestrino (Barestin en langue ligurienne) est une commune italienne de la province de Savone, dans la région de Ligurie.
La vieille ville, située en hauteur, est devenue une ville fantôme après son abandon en 1953 pour des raisons géologiques ; une nouvelle est construite en contrebas.

## Administration
| Période                                  | Période | Identité | Étiquette | Qualité |
| ---------------------------------------- | ------- | -------- | --------- | ------- |
|                                          |         |          |           |         |
| Les données manquantes sont à compléter. |         |          |           |         |

### Communes limitrophes
Castelvecchio di Rocca Barbena, Ceriale, Cisano sul Neva, Toirano, Zuccarello.